# 큰곰자리 크시

큰곰자리 크시(Xi Ursae Majoris)는 큰곰자리에 있는 항성계로 애칭은 알룰라 오스트랄리스(Alula Australis)이다. 크시는 지구에서 29광년 떨어져 있다.
1780년 5월 2일 윌리엄 허셜은 이 별이 두 개의 별로 이루어진 쌍성계임을 알아 냈는데, 이는 쌍성계라는 것의 존재를 입증한 첫 번째 사례였다. 1828년 쌍성의 각각의 궤도가 밝혀졌는데 쌍성 궤도를 알아낸 것 역시 최초였다.
크시 항성계는 G 분광형의 주계열성 두 개로 이루어져 있다. 좀 더 밝은 주성 큰곰자리 크시 A는 겉보기 등급이 +4.41이며 사냥개자리 RS 변광성이기도 하다. 크시 A의 밝기는 겉보기 등급 0.01 범위에서 변한다. 어두운 반성 크시 B는 겉보기 등급이 +4.87이다. 둘은 질량 중심을 기준으로 59.84년에 한 바퀴 공전하며 천구상에서 1.2초각 떨어져 있다. 이는 10천문단위에 해당하는 값이다.
주성과 반성은 각각 분광쌍성임을 입증하는 자료가 있으나, 공식적으로 인정되지는 않은 상태이다. 여기에 의하면 B의 동반체 큰곰자리 크시 Bb는 3.98일을 1주기로 크시 B를 공전하고 있다.